# Grandview (Washington)
Pour les articles homonymes, voir Grandview.
La ville américaine de Grandview est située dans le comté de Yakima, dans l’État de Washington. Lors du recensement de 2010, sa population s’élevait à 10 862 habitants.

## Source
- (en) Cet article est partiellement ou en totalité issu de l’article de Wikipédia en anglais intitulé « Grandview, Washington » (voir la liste des auteurs).